# Maximiliaeus
Maximiliaeus is een geslacht van kreeftachtigen uit de klasse van de Malacostraca (hogere kreeftachtigen).

## Verspreiding en leefgebied
Dit geslacht komt voor in de diepzee van Papoea-Nieuw-Guinea.

## Soort
- Maximiliaeus odoceros Chan, 2012